# Lower Slaughter
Lower Slaughter est une paroisse civile et un village du Gloucestershire, en Angleterre.